# 山口由等
山口 由等（やまぐち よしと、1967年-）は、日本の経済学者。流通経済大学経済学部教授。

## 人物
専攻は日本経済史。研究領域は流通史、鉄道史。鉄道史研究においては、十河信二の生涯を研究対象の一つとしている。

## 経歴
- 1991年-東京大学経済学部卒業[3]
- 2000年-東京大学大学院経済学研究科 中退[4]
- 2000年-東京都立大学経済学部 助手[5]
- 2002年-愛媛大学法文学部専任講師[6]
- 2004年-愛媛大学法文学部 助教授[7]
- 2013年-愛媛大学法文学部 教授[8]
- 2017年-愛媛大学社会共創学部 教授[9]
- 2020年-流通経済大学経済学部 教授[10]

## 著書
- 単著
  - 「近代日本の都市化と経済の歴史」 東京経済情報出版,2014年,ISBN 978-4887091870
- 分担執筆
  - 「近代日本の地方事業家―萬三商店小栗家と地域の工業化」 日本経済評論社,2015年,ISBN 978-4818823921
  - 「日本経済の歴史 列島経済史入門（第2版）」名古屋大学出版会,2023年,ISBN 978-4815811242

ほか

## 論文
- 「第四代国鉄総裁・十河信二の鉄道外交」「愛媛近代史研究」（近代史文庫）,2019年
- 「鉄道黎明期の愛媛県と鉄道資料」「愛媛近代史研究」（近代史文庫）,2018年
- 「「坊ちゃん列車」と 小林信近 」「愛媛近代史研究」（近代史文庫）,2017年

ほか

## 学会発表
- 山口由等「都市における食糧流通機構の再編 : 戦時下の米穀商企業合同における諸問題(2004年度シンポジウム 戦時日本農業像の再構成)」『農業史研究』第39巻、日本農業史学会、2005年、34-42頁、doi:10.18966/joah.39.0_34、ISSN 1347-5614、NAID 110009721067。
- 山口由等「大都市の膨張と生活空間の構築 : 「大東京」の都市問題(大会報告・共通論題:可能性としての都市-公共性と生活空間)」『歴史と経済』第46巻第3号、政治経済学・経済史学会、2004年、28-37頁、doi:10.20633/rekishitokeizai.46.3_28、ISSN 1347-9660、NAID 110007030185。

ほか

## 公的な職務（過去のものを含む）
- 「愛知県史編纂委員会」委員（愛知県）
- 「アカデミックアドバイザー」（愛媛県西条市）
- 「地域の偉人を未来につなぐ研究会」座長（松山商工会議所）

ほか

## 講演・シンポジウム
- 「愛媛の鉄道人と黎明期鉄道資料～鉄道黎明期の東予～」十河文書研究会,2018年
- 「デジタル化資料からよみがえる 十河信二」十河文書研究会,2016年
- 「十河文書の重要性と面白さをめぐって」「新幹線生みの親 十河信二氏 顕彰シンポジウム」,愛媛県西条市,2011年
- 「十河信二の鉄道人生からみた近代日本」坂の上の雲ミュージアム,2011年

## メディア出演
- 「愛媛発！新幹線で四国はこう変わる！」(「中四国ライブネット」,南海放送,2018年)[11]